# Santa Trinidad (Buenos Aires)
Santa Trinidad o Colonia Uno (alemán: Der Heiligen Dreifaltigkeit) es una localidad en la provincia de Buenos Aires, Argentina. Está situada en el partido de Coronel Suárez. 

## Población
Cuenta con 1,474 habitantes (Indec, 2010), lo que representa un descenso del 8% frente a los 1,615 habitantes (Indec, 2001) del censo anterior.
| Gráfica de evolución demográfica de Santa Trinidad entre 1991 y 2010 |
|                                                                      |
| Fuente: Censos nacionales del INDEC                                  |

## Historia
Fue fundada el 3 de octubre de 1886 por 19 familias de alemanes del Volga, cuyos hombres fueron los firmantes:
- Juan Francisco Jonas
- Gaspar Kippes
- Christian Müller
- Gaspar Gerling
- Pedro Conrad
- Jorge Maier
- Juan Galinger
- Juan Triu
- Luis Weispeck
- Adán Hubert
- Pedro Müller
- Andrés Aschembach
- Sebastián Herlein
- Adán Diser
- Esteban Gerling
- Juan Francisco Haas
- Jacobo Bahl
- Cristóbal Heit
- Pedro Kippes

En sus comienzos, los colonos la llamaban Hildmann en referencia a la aldea alemana del mismo nombre en la colonización germana del Volga, de la cual provenían sus primeros moradores.

 Alemanes de Rusia en América 

El 15 de marzo de 1887, luego de entrevistarse con el sr. Eduardo Casey (quien disponía de 300.000 ha. en un paraje denominado Sauce Corto), llegan a esta zona 58 familias procedentes las aldeas Kaminka, Hildmann, Dehler y Volmer de la gobernación de Saratow, colonización del Volga.
El sitio reservado a los extranjeros, se ubicaba en la ciudad de Cnel. Suárez, a la vera del Ferrocarril Sud. Los inmigrantes decidieron fundar sus propias colonias, por lo que se distribuyeron de la siguiente manera:
- 24 familias de Kaminka, se alejaron 15 km de Cnel. Suárez, fundando la colonia 3 o Pueblo Santa María, el 11 de mayo de 1887.

## Cultura

### El dialecto alemán
El dialecto franco-renano que hablan la mayoría de los alemanes del Volga en Cnel. Suárez, tiene por características principales, aparte de ser perfectamente comprensible, la distinción de los diptongos, la deformación de algunas vocales, y principalmente, el enmudecimiento de la última sílaba de la palabra, la que así resulta indefinida y notoriamente nasal.
Este dialecto se nutre de vocablos franceses, incorporados por la vecindad del país. En su paso por Rusia, también incorporaron palabras, en su mayoría nombres de comidas. 
A pesar de que el uso vernáculo ha venido sufriendo una progresiva restricción, sigue siendo empleado en los ámbitos de la familia y la amistad. A grandes rasgos, las preferencias del dialecto se ligan, sobre todo, a la edad y al entorno de su radicación.

### Costumbres y tradiciones
Algunas de las costumbres de los primeros colonos, en su mayoría religiosas, han ido pasando de generación en generación, por lo que consideramos interesante explicar algunas, que ponen de manifiesto el inquebrantable espíritu de lucha y su fe en Dios.

### Bendición de la sal
En el día de la Stma. Trinidad se procedía a la bendición de la sal, que se guardaba para los días de tormenta, cuando era echada en el fuego encendido de la cocina a leña y el humo que emanaba de la chimenea se elevaba al cielo, protegiéndolos de las inclemencias del tiempo.

### El mensaje de las campanas
Como la fe regía la vida de los aldeanos, las campanas indicaban los momentos del día que debían ser dedicados a Dios.
También se acudía a las campanas para reunir a los vecinos para algún acontecimiento importante, y en casos de incendio, cuando se necesitaba a todos los vecinos para colaborar en la extinción del fuego.
Actualmente, las campanas todavía informan a los colonos los fallecimientos. Según el tañido, estas indicaba la edad del fallecido.

### Bendición de los ramos
Los ramos bendecidos el Domingo de Ramos son guardados con gran respeto en algún lugar trascendente del hogar. Sirve para protegerlos contra rayos e incendios.

### Bendición de los frutos
El domingo de Pascua, todos los productos que producían y obtenían de la tierra, eran consagrados al Señor como agradecimiento a los dones concedidos durante el año. En la actualidad, se puede ver el Domingo de Pascua a los fieles llevando al altar canastas con frutos para la bendición.

### Bendición del agua
El agua bendita era y es muy utilizada para bendecir el hogar, fundamentalmente por las noches con la íntima convicción de colocarlo bajo la protección de Dios.

### Kerb
Esta celebración es un homenaje al Santo Patrono de cada Colonia, que incluye oficios religiosos y fiestas populares. Son jornadas especiales en las que la comunidad abre sus puertas de par en par y reciben la llegada de visitas (previstas e imprevistas), creando un clima de reencuentro, fraternidad y de compartir una mesa abundantemente servidad con productos típicos.
Actualmente, se realiza el oficio religioso, seguido de un desfile de instituciones de las colonias, y luego se van desarrollando juegos, bailes y diversos espectáculos deportivos y sociales de los que participa toda la comunidad.

### Celebración de la Navidad
Como en todos los hogares cristianos, esta fecha era muy venerada, pero tenía una particularidad: la visita de dos personajes.
Uno de ellos, el Christkind (simbolizado por una muchacha vestida de hada, sacudiendo campanillas) que sometía a los niños a un examen de comportamiento y oraciones, luego del cual recompensaba con golosinas a los pequeños. 
El otro, el Pelznikell (personaje oscuro, envuelto en un raído sobre todo y arrastrando una pesada cadena de tiro) quien acusaba a los niños de ciertas faltas (previamente informadas por los mayores).
La escena terminaba cuando el Christkind echaba del hogar al Pelznikell, y repartía las golosinas, distendiendo el clima que se había creado.
En algunos hogares, se sigue representando esta costumbre, en la que el Christkind es quien entrega los regalos de Navidad.

### Celebración del Año Nuevo
Luego de la despedida del año viejo, los niños tenían una costumbre muy singular: prepararse para "wünsche gehend", que consistía en visitar tíos, primos, abuelos y demás parientes para expresarles buenos augurios y felicidad para el Año Nuevo que se iniciaba. Los pequeños eran recompensados según la originalidad de sus dichos, y al cabo del día, ostentaban orgullosos los frutos del wünsche gehend.
Algunos hogares mantienen esta tradición, en cuanto los pequeños echan mano a todos sus recursos para caer en gracia a los mayores y llevarse una buena recaudación.

### Salud
Se regían por un libro de medicina del hogar, que iba pasando de generación en generación. 
Entre los alemanes, aún se encuentran personas (con los conocimientos transmitidos por sus padres) que se dedican a "arreglar huesos". Esto incluye torceduras, estiramientos, etc. 
También hoy se utiliza mucho un "wunderbalsam" (que antes lo preparaban ellos mismos), o bálsamo milagroso o bálsamo de Kiegel que ya se encuentra disponible en las farmacias. Este "wunderbalsam" alivia prácticamente todo, por lo que resulta casi infalible. En Argentina es elaborado por laboratorio Wunderpharm y se consigue en casi todas las farmacias.
Este bálsamo maravilloso se hace 100% a base de hierbas especialmente seleccionadas como: enebro, bayas negras (juniperus communis), angélica (Angelica archangelica), ancusa (Alkcanna tincoria), menta (Mentha piperita), boldo (Peumus boldomol), alcachofa, anís estrellado (Illicium verum hook), anís semilla (Pimpinella anisum), cedrón, peperina, entre otros.
Viene en frasco con estuche x 500c.c., 200c.c. y x 100 c.c.
se toma una cucharada (40 gotas) en medio vaso de agua entre comidas (2 veces por día)
www.wunderpharm.com

### Matte kuie
Los alemanes aprendieron rápidamente a tomar mate. Tan es así que dicha práctica quedó arraigada, y le fue otorgado un nombre: los del sur le dicen "kuie" y los del norte "zuckelle". Ellos "kuie matte" con o sin azúcar en terrón, o sea que primero colocaban un terrón de azúcar en la boca y luego lo tomaban.
Anécdota: el primer contacto de los alemanes con el ritual del mate debió ser sorpresivo. Un alemán recientemente emigrado a la Argentina, lo comentaba así: "Una vez en la colonia ... me convidaron con el primer mate. Yo creía que eso era tabaco y que debía fumarse en una pipa bastante diferente de las que usábamos en el Volga. Chupé fuerte, como es natural. Las consecuencias fueron una formidable neblina que produje con mi resoplido al sentir la quemazón. La gente se moría de risa. Para ellos, el mate ya había desalojado el té de China que tomábamos en Rusia". 

### Comidas
Los alemanes del Volga tienen una marcada predilección por los platos suculentos y su gastronomía se identifica con un variado menú.
La combinación de sabores agri-dulces es muy frecuente, como así también de harinas con repollo. Asimismo se destaca hoy en día el uso del "Saurkraut (chucrut) y los "SauerKummer" (pepinos encurtidos). En las despensas o sótanos de las casas más antiguas, nunca faltan "Wurts" y "Pluttwurts" (chorizo y morcilla negra), ni jamones y queso de chancho.
Mucho más que un acto alimentario, la comida sirve para comprender la cultura de una sociedad determinada.

### Música
"Sembraban, oraban, luchaban cantando", reza un pasaje de una antigua canción. Y así sigue en nuestros días, ya que cualquier acontecimiento es motivo para entonar viejas canciones. Los clubes de estas colonias, periódicamente realizan bailes, en los que es común que gran parte de la música esté compuesta por polkas, valses, etc. en alemán.